# Сказуемое
Сказу́емое в синтаксисе — главный член предложения, обозначающий признак подлежащего (действие, состояние, свойство) и отвечающий на вопросы: что делает предмет (или лицо)?, что с ним происходит?, каков он?, что он такое?, кто он такой? и др. Сказуемое относится к предметам, лицам, действиям, которыми выражено подлежащее. При синтаксическом разборе предложения сказуемое подчёркивается двумя чертами.

## В русском языке
В русском языке отличается от предиката и  определяет грамматическую сторону термина praedicatum (с лат. "сказанное"). Сказуемое бывает простым и составным.

### Простое сказуемое

#### Простое глагольное сказуемое
Простое глагольное сказуемое выражается одной глагольной формой какого-либо наклонения. Обычно это одно слово, кроме формы будущего времени глаголов несовершенного времени, которая состоит из двух слов
- Я сплю очень мало.
- Я буду спать больше.
- Я помог бы.
- Поспите немного.

### Составное сказуемое

#### Составное глагольное сказуемое
Составное глагольное сказуемое состоит из вспомогательного глагола в спрягаемой форме (или слова) и основного глагола в неопределённой форме. Вспомогательный глагол выражает грамматическое значение, а глагол в неопределенной форме — лексическое. Вспомогательный глагол может быть:
- Фазисным глаголом (начать, продолжать, кончить, закончить и пр.):
  - Я закончил читать эту книгу.
- Модальным глаголом со значением возможности, необходимости (мочь, уметь и пр.):
  - Я долго не мог с ними встретиться.
- Глаголом со значением желания, волеизъявления (хотеть, надеяться и пр.):
  - Он хочет поступить в институт.
- Вместо вспомогательного глагола могут употребляться вспомогательные слова (рад, готов, должен, обязан, намерен и пр.). Они используются в паре с глаголом-связкой быть. В настоящем времени связка нулевая.
  - Я был рад вам помочь.
  - Я обязан помочь ему.
  - Я намерен обратиться в полицию.

#### Составное именное сказуемое
Составное именное сказуемое состоит из глагола-связки и именной части. Глагол-связка выражает грамматическое значение, а именная часть — лексическое. Связка в предложении может быть опущена.
Связка:
- Глагол-связка быть. Глагол может быть в различных формах наклонения и времени. В настоящем времени данная связка может быть нулевой, то есть формально не выраженной:
  - Пушкин был смел, честен в своих убеждениях.
  - Невский проспект есть всеобщая коммуникация Петербурга.
- Глаголы с ослабленным лексическим значением: стать, становиться, казаться, называться, считаться, делаться и др.:
  - Все предметы стали отчётливыми.
  - Кустики барбариса казались огромными деревьями.
- Глаголы с полным лексическим значением, обозначающие движение, состояние предмета: стоять, жить, ходить, сидеть, родиться и др:
  - Он увидел свою бричку, которая стояла совсем готовая.
  - А я сижу больной, как видите.

Именная часть:
- Имя существительное:
  - Покойник был почтенный камергер. (А. С. Грибоедов)
  - Супружество нам будет мукой. (А. С. Пушкин)
  -  Кружевом, камень, будь и паутиной стань… (О. Э. Мандельштам);
- Имя прилагательное:
  - в именительном или творительном падеже:
    - Ведь полоумный твой отец… (А. С. Грибоедов)
    - Неужели я настоящий и действительно смерть придет? (О. Э. Мандельштам)
    - В такие минуты и воздух мне кажется карим… (О. Э. Мандельштам)
    - Я не буду больше молодым. (С. А. Есенин);

  - в сравнительной или превосходной степени:
    - Ах, злые языки страшнее пистолета. (А. С. Грибоедов)
    - Ну, постоянный вкус в мужьях всего дороже!(А. С. Грибоедов)

  - краткие прилагательные и причастия:
    -  Сам толст, его артисты тощи. (А. С. Грибоедов);
- Числительное или сочетание числительного и существительного:
  - Известно всем, что дважды два — четыре, но первому, кто вывел это в мире, какая радость разум обожгла!
  - Некоторые деревья были в два обхвата
- Местоимение: Лиза в несколько дней стала не та, какою он её знал.
- Наречие
- Причастие:
  - Воздух весь напоен свежей горечью полыни, мёдом гречихи и «кашки».
  - Дом зеленью раскрашен в виде рощи. (А. С. Грибоедов);
- Именная часть может быть выражена словосочетанием, основное лексическое значение которого содержится не в главном, а в зависимом слове. Другими словами данное словосочетание ни фразеологически, ни синтаксически делить нельзя.
  - Старушки все — народ сердитый. (А. С. Грибоедов) Говорится не то, что «„старушки“ есть народ», а то, что «„старушки“ сердиты».
  - Он человек заметный… (А. С. Грибоедов) Говорится не то, что «„он“ есть человек», а то, что «„он“ заметен».
  - Мой муж — прелестный муж… (А. С. Грибоедов) Говорится не то, что «„он“ есть муж», а то, что «„он“ прелестен».
  - Бал вещь хорошая, неволя-то горька. (А. С. Грибоедов) Говорится не то, что «„бал“ есть вещь», а то, что «„бал“ хорош».

### Осложнённое сказуемое
Обычно осуществляется за счёт употребления в составе составного глагольного или именного сказуемых дополнительного глагола.
Включает в себя три (и более) слова, и может состоять:
- из нескольких глаголов, и представлять собой осложнённое составное глагольное сказуемое: Я решил начать заниматься спортом.
- из глаголов и имён, и представлять собой осложнённое составное именное сказуемое: Да, признаюсь, господа, я очень хочу быть генералом

## В других языках
В английском языке, в отличие от русского, где сказуемое выражает грамматическую категорию, а предикат — логическую, обе категории выражаются термином predicate (англ. предикат). Однако данный термин имеет два значения в плане ширины определения того, чем является предикат. Первое значение выражает предикат как всё предложение кроме подлежащего, второе значение определяет его таким же образом, как определяется сказуемое в русском языке.